# Enobarbos
Enobarbo (em latim: Ahenobarbus), que significa "barba vermelha", é uma família plebeia pertencente à gente Domícia. O nome "barba vermelha" deriva de uma lenda, associada a um ancestral chamado Lúcio Domício que, voltando para casa, foi visitado por dois gêmeos que mandaram que ele levasse ao Senado e ao povo romano a notícia da vitória. Os dois, para mostrar sua divindade transformariam sua barba de negra em vermelha. Este traço foi herdado por vários membros da família, que também tinham a barba vermelha. Os Enobarbos eram:
Cneu Domício Enobarbo, cônsul em 192 a.C., filho de Lúcio e neto de Lúcio;
Cneu Domício Enobarbo, cônsul sufecto em 162 a.C., filho do anterior;
Cneu Domício Enobarbo, cônsul em 122 a.C. e censor em 115 a.C., filho do anterior;
Cneu Domício Enobarbo, cônsul em 96 a.C., censor em 92 a.C., filho do anterior;
Lúcio Domício Enobarbo, cônsul em 94 a.C., irmão do anterior e filho do Cneu Domício Enobarbo, cônsul em 122 a.C.;
Cneu Domício Enobarbo, morto em 81 a.C., na África, casou-se com Cornélia, filha de L. Cornélio Cina, pai incerto, possivelmente Cneu Domício Enobarbo, cônsul em 96 a.C.;
Lúcio Domício Enobarbo, cônsul em 54 a.C., casou-se com Pórcia, irmã de M. Cato Uticense, filho de Cneu Domício Enobarbo, cônsul em 96 a.C.;
Cneu Domício Enobarbo, cônsul em 32 a.C., filho do anterior;
Lúcio Domício Enobarbo, cônsul em 16 a.C., filho do anterior, casou-se com Antônia Maior, filha de Marco Antônio e Otávia;
Cneu Domício Enobarbo (cônsul em 32), cônsul em 32, filho do anterior, casado com Agripina, filha de César Germânico;
Domícia Lépida, a Velha, irmã do anterior, casada com Crispo Passieno;
Domícia Lépida, a Jovem, irmã dos dois anteriores, casada com M. Valério Messala;
Lúcio Domício Enobarbo, filho de Cneu Domício Enobarbo, cônsul em 32, adotado por Cláudio, passou a se chamar Nero Cláudio César Augusto Germânico, e entrou para a história com o nome de Nero.